# Пиратка
«Пиратка» (фр. La pirate) — французская драма 1984 года режиссёра Жака Дуайона.

## Сюжет
Отношения пяти человек, переплетённые и нервные, завязанные вокруг любви Альмы и Кароль. Альма не может понять, любит она Кароль или нет. По крайней мере, она не в силах сделать выбор между ней и мужем. Муж разрывается между ненавистью к женщинам и признанием собственного поражения перед их любовью. Кароль любит Альму, но хочет её бросить. Крики, выяснения отношений, рукоприкладство и депрессивные признания приводят, в конце концов, к убийству.

## Актёрский состав
| В ролях         |  | Персонаж |
| --------------- |  | -------- |
| Джейн Биркин    |  | Альма    |
| Марушка Детмерс |  | Кароль   |
| Филипп Леотар   |  | №5       |
| Эндрю Биркин    |  | Эндрю    |
| Лаура Марсак    |  | Девочка  |

## Награды
Фильм получил следующие награды:
| Награды            | Награды | Награды | Награды                | Награды      |
| ------------------ | ------- | ------- | ---------------------- | ------------ |
| Фестиваль / Премия | Год     | Награда | Категория              | Победитель   |
| Кинопремия «Сезар» | 1985    | «Сезар» | Most Promising Actress | Лаура Марсак |